# 로타 로스텐
로타 로스텐(스웨덴어: Lotta Losten, 1981년 11월 7일 ~ )은 스웨덴의 배우이다. 아마추어 영화 감독 다비드 F. 산드베리와 결혼한 이래 그의 영화에 꾸준히 출연하고 있다. 산드베리 감독의 메이저 데뷔작 《라이트 아웃》(2016)에서 에스터 역으로 출연하였다.

## 출연작 목록

### 영화
| 연도 | 제목                | 원제                | 배역   | 비고      |
| ---- | ------------------- | ------------------- | ------ | --------- |
| 2013 | 라이트 아웃         | Lights Out          | 여자   | 단편 영화 |
| 2016 | 라이트 아웃         | Lights Out          | 에스터 |           |
| 2017 | 애나벨: 인형의 주인 | Annabelle: Creation |        |           |